# Levantamento de peso nos Jogos Pan-Americanos de 2015 - Até 69 kg feminino
A categoria até 69 kg feminino do levantamento de peso nos Jogos Pan-Americanos de 2015 foi disputada em 14 de julho  no Centro Esportivo Oshawa, em Oshawa. 

## Calendário
Horário local (UTC-4).
| Data        | Horário | Fase  |
| ----------- | ------- | ----- |
| 14 de julho | 14:00   | Final |

## Medalhistas
| Ouro   | COL Leydi Solís   |
| Prata  | ECU Neisi Dajomes |
| Bronze | MEX Aremi Fuentes |

## Recordes
Recordes mundial e pan-americano antes da disputa dos Jogos Pan-Americanos de 2015.
| Recorde mundial       | Arranque  | CHN Liu Chunhong   | 128 kg | Pequim, China                       | 13 de agosto de 2008  |
| Recorde mundial       | Arremesso | CHN Liu Chunhong   | 158 kg | Pequim, China                       | 13 de agosto de 2008  |
| Recorde mundial       | Total     | CHN Liu Chunhong   | 286 kg | Pequim, China                       | 13 de agosto de 2008  |
| Recorde Pan-Americano | Arranque  | COL Ángela Medina  | 108 kg | Rio de Janeiro, Brasil              | 17 de julho de 2007   |
| Recorde Pan-Americano | Arremesso | COL Mercedes Pérez | 131 kg | Guadalajara, México                 | 26 de outubro de 2011 |
| Recorde Pan-Americano | Total     | COL Ángela Medina  | 235 kg | Santo Domingo, República Dominicana | 15 de agosto de 2003  |

## Resultado
| Pos.              | Halterofilista           | Nacionalidade  | Grupo | Peso Atleta (kg) | Arranque (kg) | Arremesso (kg) | Total (Kg) |
| ----------------- | ------------------------ | -------------- | ----- | ---------------- | ------------- | -------------- | ---------- |
| Medalha de ouro   | Leydi Solís              | COL Colômbia   | A     | 68.91            | 111 PR        | 145 PR         | 256 PR     |
| Medalha de prata  | Neisi Dajomes            | ECU Equador    | A     | 68.58            | 100           | 125            | 225        |
| Medalha de bronze | Aremi Fuentes            | MEX México     | A     | 68.44            | 98            | 125            | 223        |
| 4                 | Kristel Ngarlem          | CAN Canadá     | A     | 68.72            | 93            | 118            | 211        |
| 5                 | Dayana Chirinos Leon     | VEN Venezuela  | A     | 68.42            | 95            | 115            | 210        |
| 6                 | Marie-Josée Arès-Pilon   | CAN Canadá     | A     | 68.20            | 95            | 114            | 209        |
| 7                 | Maria Belen Martinez     | ARG Argentina  | A     | 68.49            | 92            | 111            | 203        |
| 8                 | Rocio Navarro Castillo   | PAN Panamá     | A     | 67.51            | 87            | 110            | 197        |
| 9                 | Cecilly Morales Melendez | PUR Porto Rico | A     | 69.00            | 85            | 112            | 197        |
| 10                | Medgina Celestin         | HAI Haiti      | A     | 67.95            | 85            | 101            | 186        |

Legenda
| Recorde mundial                  | Recorde mundial (World record)               |                       | Recorde africano                      | Recorde africano (African) |                                           | Q | Classificado por posição (Qualified) |
| Recorde dos Jogos Pan-Americanos | Recorde pan-americano (Pan-American record)  | Recorde da América    | Recorde da América (Americas)         | q                          | Classificado por melhor tempo (Qualified) |   |                                      |
| Melhor marca do ano              | Melhor marca do ano (World leading)          | Recorde asiático      | Recorde asiático (Asian)              | DNS                        | Não largou (Did not start)                |   |                                      |
| Recorde nacional                 | Recorde nacional (National record)           | Recorde europeu       | Recorde europeu (European)            | DNF                        | Não terminou (Did not finish)             |   |                                      |
| Recorde pessoal                  | Recorde pessoal do atleta (Personal best)    | Recorde da Oceania    | Recorde da Oceania (Oceania)          | DSQ / DQ                   | Desclassificado (Disqualified)            |   |                                      |
| Recorde da temporada             | Recorde da temporada do atleta (Season best) | Recorde sul-americano | Recorde sul-americano (South America) | NM                         | Sem marca (No mark)                       |   |                                      |